# 돌 푸드 컴퍼니

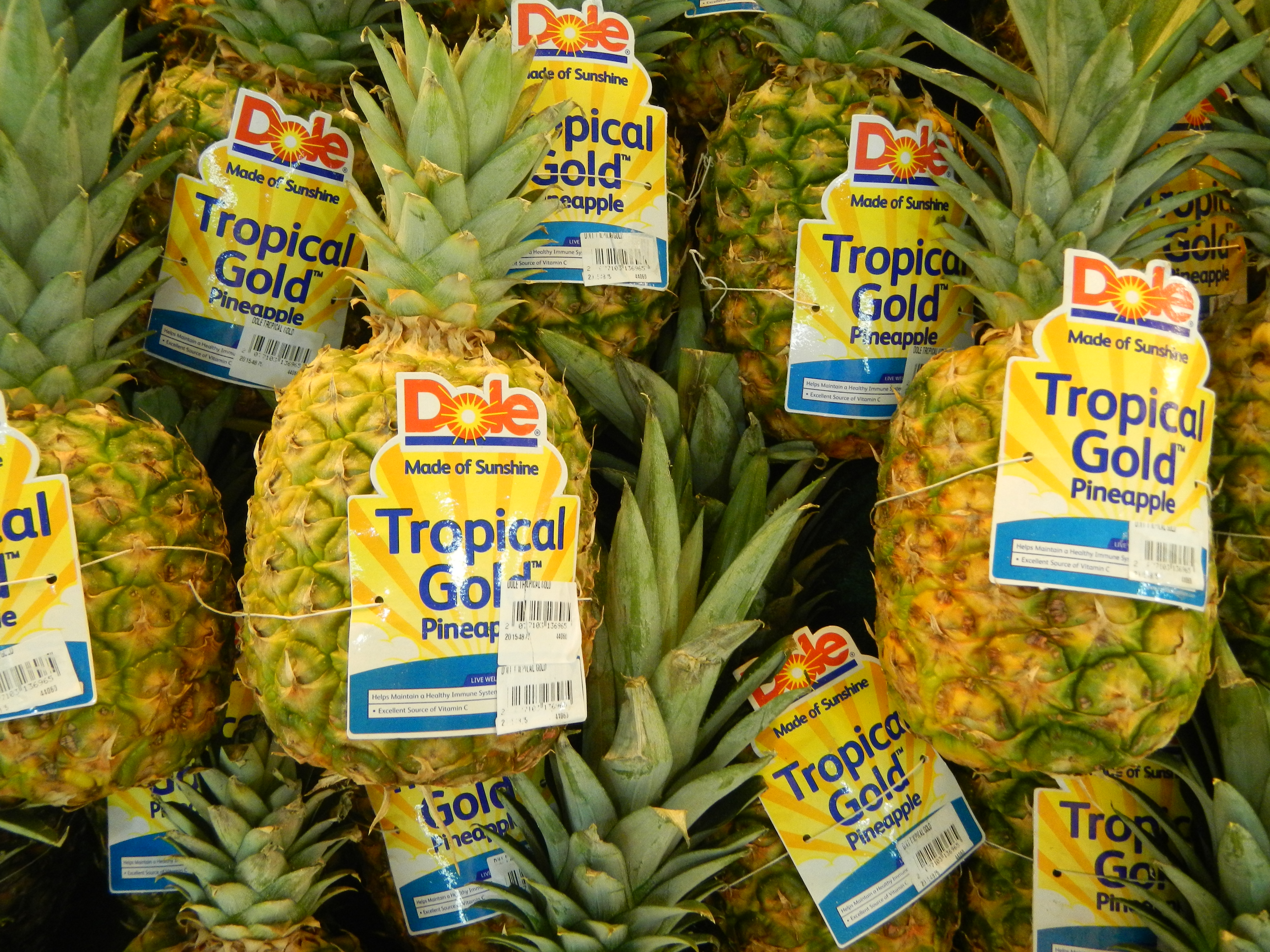
돌 푸드 컴퍼니에 납품하고 있는 파인애플로, 소비자에게 전달하기 위해 가게로 보내는 제품이다.

돌 푸드 컴퍼니(Dole Food Company)는 미국 캘리포니아주 웨스트레이크빌리지에 본사가 있는 다국적 식품 기업이다. 과일과 채소 생산 및 판매를 주력으로 하고 있다. 아시아 지역에서는 일본 회사인 이토추 상사가 유통 판매, 포장 전담권을 소유하고 있다.

## 역사
돌 푸드 컴퍼니는 1901년 하와이 공화국의 대통령을 역임했던 샌퍼드 돌의 사촌동생인 제임스 돌이 하와이주의 오아후섬에 있는 파인애플 농장을 받으면서 시작되었다. 1960년대 캐슬앤쿡(Castle & Cooke)에게 인수되었으며, 1991년부터 현재의 사명으로 바꿨다.